# Thé noir
Pour les articles homonymes, voir thé rouge.
Ne doit pas être confondu avec Black Tea.
Un thé noir, ou thé anglo-indien, est fait de feuilles de théier qui ont subi une oxydation complète. Ces thés sont nommés thés rouges en Extrême-Orient. En Chine, on appelle « thé noir » le thé post-fermenté, comme le pu-erh.
Par abus de langage, le terme « thé rouge » peut parfois désigner une infusion de rooibos, pourtant dépourvue de thé. Cette dénomination à la vente est de ce fait interdite dans plusieurs pays, dont la France.
La plupart des thés consommés en Occident sont des thés noirs, fabriqués selon la méthode orthodoxe ou le procédé Crush, Tear, Curl, deux modes de fabrication mis au point par les Britanniques au XIXe siècle. Alors qu'un thé vert perd de sa fraîcheur après 12 à 18 mois, un thé noir peut se conserver plusieurs années sans perdre sa saveur. Il est donc plus facilement transportable et commercialisable, d'où sa popularité en Occident. En Occident le thé noir est souvent mélangé à d'autres ingrédients.

## Fabrication

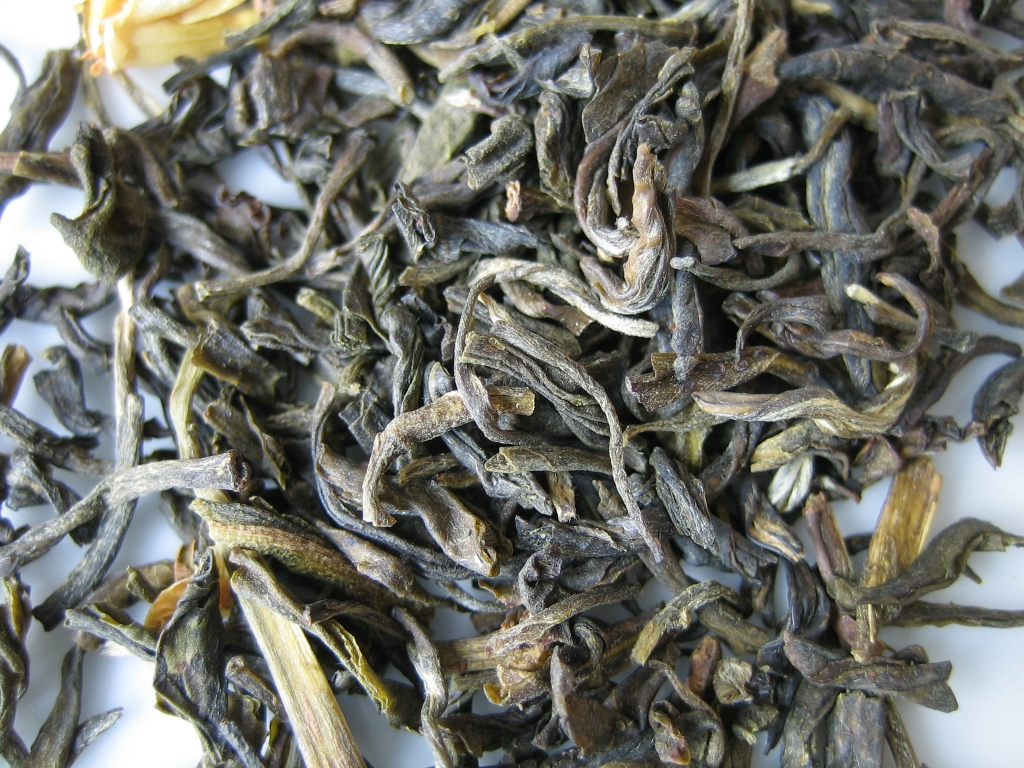
Des feuilles de thé noir vietnamien.

Après la récolte, les feuilles sont flétries en soufflant de l'air dessus. Les thés noirs peuvent être ensuite préparés de deux façons différentes, la méthode orthodoxe ou le processus CTC (Crush, Tear, Curl « écraser, hacher, rouler »). La méthode CTC produit des feuilles et de la poudre généralement consommées dans les sachets de thé, et améliore la qualité des feuilles médiocres. Dans la méthode orthodoxe, les feuilles de thé peuvent s'oxyder complètement. Le traitement se fait par machine ou à la main, dans le cas de thés haut de gamme.
Dans la méthode orthodoxe, les feuilles flétries sont roulées à l'aide d'une table cylindrique ou d'un rotovateur. Le rotovateur, créé par Ian McTear en 1957, est une réplique automatique du processus orthodoxe. Il peut produire des feuilles brisées de taille similaire, mais ne peut pas conserver les feuilles entières. Cette étape mène à la fabrication d'un mélange de feuilles entières et brisées et de particules qui sont ensuite triées, oxydées et séchées. Les feuilles brisées peuvent être consommées de cette façon, ou passer par une deuxième étape avec la méthode CTC. La méthode CTC (Crush, Tear, Curl) est développée par William McKercher en 1930. Il s'agit du hachage de feuilles de thé flétries. Avec l'aide d'un rotovateur, on coupe les feuilles une première fois. Ensuite, les machines CTC déchirent encore plus les feuilles en les faisant passer entre plusieurs rotors coupants pour les diviser en particules fines.
On permet ensuite aux feuilles de s'oxyder dans une pièce chaude et humide. Ce processus est également appelé « fermentation », bien qu'aucune fermentation n'agisse réellement. Le niveau d'oxydation détermine la couleur du thé : le thé noir est entièrement oxydé, le thé vert l'est peu, le thé oolong se situe entre les deux. L'oxydation peut se faire sur le sol ou sur un tapis roulant dont l'arrivée d'air est contrôlée afin d'assurer une température et une humidité optimales. L'oxydation a un effet important sur le goût du produit final.
Les feuilles sont enfin séchées à 90 °C pour arrêter leur fermentation, puis tamisées. Elles reçoivent alors un grade de qualité. La plupart du temps, les négociants mélangent des feuilles déchiquetées provenant de diverses plantations (jusqu'à 70) pour obtenir un thé à la saveur précise correspondant au produit qu'ils commercialisent sous forme de sachets.

## Préparation
On doit prévoir environ 4 grammes de thé pour 200 mL d'eau. Contrairement au thé vert, qui devient amer s'il est préparé dans une eau trop chaude, le thé noir se prépare dans une théière avec une eau frémissante, de 90 à 95 °C. Il doit être infusé plusieurs fois pour des durées courtes, et c'est la quantité de thé et non le temps d'infusion qui doit changer pour des quantités plus importantes.
Les thés noirs les plus délicats, comme le Darjeeling, doivent infuser pendant 3 à 4 minutes, de même que les thés de feuilles brisées. Les thés noirs à feuilles intactes et les thés noirs servis avec du lait ou du citron doivent infuser une minute de plus. Si le thé est infusé trop longtemps, il devient amer.
Quand le thé est prêt, il doit être filtré avant d'être bu.

## Santé
Les effets du thé sur la santé (en) sont un vaste sujet d'étude. Le thé noir sans ingrédients supplémentaires ni sucre contient de la caféine mais des quantités négligeables de calories et de nutriments. Le thé noir contient des polyphénols dont les flavonoïdes, qui pourraient avoir un effet positif sur la pression sanguine et les lipides dans le sang et pourraient donc prévenir les maladies cardiovasculaires, ; les effets ne sont cependant pas assez significatifs pour être confirmés. La consommation à long terme de thé noir diminue très légèrement la pression artérielle, et peut être associée à un risque réduit de crise cardiaque,.
Le thé noir n'affecte ni le développement de cancers de la bouche chez les Asiatiques et les Caucasiens, ni le cancer de l'œsophage ou le cancer de la prostate chez les Asiatiques,, ni le cancer du poumon sur l'ensemble de la population. La consommation de thé très chaud double la survenue du cancer de l’œsophage.
Selon une méta-analyse de dix-huit études de cohorte prospectives, la consommation de thé noir est inversement associée à la mortalité par cancers et à la mortalité toutes causes confondues. L'analyse dose-réponse a indiquée que l'effet maximal est à deux tasses par jour.

## Variétés

### Thés chinois
Le Lapsang souchong est un thé noir chinois produit dans la province du Fujian. Ses feuilles sont placées sur un feu d'épicéa ou de cyprès, ce qui leur donne une saveur fumée plus ou moins prononcée.
Le Keemun est un thé chinois réputé, produit dans la province d'Anhui.
Les thés noirs (non mélangés) reçoivent habituellement le nom de leur région d'origine. Ainsi du Yunnan, du Dian Hong Gong Fu, ou du Yunnan Impérial.

### Thé indiens ou sri-lankais
En Inde, les principaux jardins sont situés dans l'Assam, le Sikkim, le Nilgiri ou à Darjeeling, où on retrouve des champs très organisés. Situé au pied de l'Himalaya, on peut y trouver le jardin le plus en altitude au monde, le Samabeong. Les théiers sont soumis à un climat si rude que la croissance des feuilles y est ralentie. De cette manière, il est possible d'obtenir des thés complètement différents, même s'ils sont produits dans la même région. Contrairement aux autres endroits dans ce pays, cette région du nord utilise toujours le procédé orthodoxe pour la majorité de ses récoltes. En plus d'être en altitude, la méthode de production y est de qualité. D'autres jardins de Darjeeling sont aussi très populaires, comme Gopaldhara (en) ou Avongrove (en).
Les thés du Sri Lanka (souvent encore dits de Ceylan) sont généralement de bonne qualité aussi.

### Thé vietnamiens
Au Vietnam, les principaux jardins sont situés dans les régions de Nghai Lo, Yen Bai, Cao Bo, Ha Giang. Le Vietnam utilise principalement le procédé CPC, mais privilégie désormais la production de thé de meilleure qualité et le procédé orthodoxe.

### Thé taïwanais
À Taïwan, les principaux jardins de thé noir sont situés autour du Lac du Soleil et de la Lune dans le canton de Yuchi au centre de l'île. Taïwan privilégie la production de thé de qualité, la cueillette à la main dans de petites exploitations familiales et le procédé orthodoxe. Ce pays produit aussi le Tarry Souchong, un thé fumé avec des racines d’épicéa.

### Autres provenances
- Kenya
- Népal (forte ressemblance avec le Darjeeling)
- Burundi
- Tunisie
- Rwanda
- Japon

### Mélanges et aromatisations
- Le thé Earl Grey, à la bergamote, est le thé noir aromatisé le plus connu en Occident. Une variante y ajoute des zestes de citron et d'orange, le Lady Grey.
- Il est également connu pour se marier à la saveur de la rose ou du lotus.

## Économie
Le thé noir constitue 90 % du thé vendu en Occident.